# Santiago Palacios
Santiago Palacios Gil-Antuñano (Madrid, 12 de enero de 1955). Médico e investigador español, especializado en ginecología.

## Biografía[1]
Su carrera comienza en su ciudad natal, donde se forma en medicina, obteniendo la licenciatura en 1979 en la Universidad Complutense de Madrid. Se especializa en Ginecología y Obstetricia; en 1982, obtiene el título de Doctor "Cum Laude".
En 1979 comenzó su carrera como doctor en La Fundación Jiménez Díaz de Madrid. A principios de los años 80 comienza a participar de forma activa en congresos e instituciones internacionales, actividad que le conduce a un creciente interés por la investigación avanzada dentro del campo de la medicina de la mujer.
En 1989 fundó la primera Unidad de Menopausia de España en la Fundación Jiménez Díaz de Madrid.
Actualmente, es Director del Instituto Palacios de Salud y Medicina de la Mujer, en Madrid, España y, además, es Presidente de la Sección de Asistencia Privada de la Sociedad Española de Ginecología y Obstetricia (SEGO), Presidente de la Fundación Española Mujer y Salud (FEMYS), Presidente de la Fundación Hispana de Osteoporosis y Enfermedades Metabólicas Óseas (FHOEMO), Profesor de Universidades y Director de Masters en la Universidad a Distancia de Madrid (UDIMA) y la Universidad Internacional Menéndez Pelayo (UIMP)). Además ha recibido dos reconocimientos doctor honoris causa.
También es expresidente y miembro honorario de la Sociedad Española de Menopausia (AEEM), expresidente del Consejo de Sociedades Afiliadas de Menopausia (CAMS) de la Sociedad Internacional de Menopausia (IMS) y expresidente de la Sociedad Iberoamericana de Osteología y Minerales Metabolismo (SIBOMM). Miembro de la "Sociedad Norteamericana de Menopausia" (NAMS) y miembro de la Sociedad Europea de Menopausia (EMAS).

## Vida profesional[1]
El Dr. Palacios es autor de más de 400 artículos de revistas, resúmenes y libros sobre la salud de la mujer. Sus principales intereses de investigación son la menopausia, osteoporosis y disfunción sexual femenina y ha sido investigador principal en más de 100 ensayos clínicos.
Es un ponente frecuente en congresos nacionales e internacionales y ha participado en más de 600 comunicaciones. También ha organizado cursos, seminarios y encuentros.
Es editor jefe de la Revista Iberoamericana de Revisiones en Contracepción y Menopausia y forma parte del consejo editorial de Maturitas, Climateric, BMC Women’s Health, Menopause Internacional, Evidence-Based Medicine para la Atención Primaria y Medicina Interna (edición española). Santiago Palacios es un miembro fundador de la Sociedad Europea de Menopausia y de la Asociación Española para el Estudio de la Menopausia (AEMM), así como miembro de varias organizaciones científicas adicionales.
Es un orador frecuente en congresos nacionales e internacionales y ha participado en más de 1000 presentaciones.
El Dr. Palacios tiene una gran experiencia como investigador principal, habiendo participado en más de 100 ensayos clínicos. Sus áreas de investigación más importantes son la menopausia, la osteoporosis y la disfunción sexual femenina.

## Libros científicos

### Como autor y/o colaborador
PubMed 2020
- Efficacy of the use of fractional CO2RE intima laser treatment in stress and mixed urinary incontinence, 2020 Jan, Eur J obstet Gynecol Reprod Biol.[2]

PubMed 2019
- Efficacy and safety of ossein-hydroxyapatite complex versus calcium carbonate to prevent bone loss, 2019 Nov 21, Climacteric.[3]

- A multicenter, double-blind, randomized trial on the bleeding profile of a drospirenone-only pill 4 mg over nine cycles in comparison with desogestrel 0.075 mg, Dec 2019, Arch Gynecol Obstet.[4]

- Factors Predicting the Response to a Vitamin D-Fortified Milk in Healthy Postmenopausal Women, 2019 Nov 4, Nutrients.[5]

- Validation of the Spanish version of the Uterine Fibroid Symptom and Quality of Life (UFS-QoL) questionnaire in women with uterine myomatosis, 2019 Nov 1, Med Clin (Barc)[6]
- Bone mineral density gains with a second 12-month course of romosozumab therapy following placebo or denosumab, 2019 Dec, Osteoporos Int.[7]
- Therapies for the management of genitourinary syndrome of menopause, 2019 Aug 6, Post Reprod Health.[8]
- Hormone therapy for first-line management of menopausal symptoms: Practical recommendations, 2019 Jan-Dec, Womens Health(Lond)[9]
- Multicenter, phase III trials on the contraceptive efficacy, tolerability and safety of a new drospirenone-only pill, 2019 Dec, Acta Obstet Gynecol Scand.[10]
- An individualized approach to the management of vaginal atrophy in Latin America, 2019 Aug, Menopause.[11]
- Assessing symptomatic vulvar, vaginal, and lower urinary tract atrophy, 2019 Aug, Climacteric.[12]
- Symptom severity and quality of life in the management of vulvovaginal atrophy in postmenopausal women, 2019 Jun, Maturitas.[13]
- Effect of a multi-ingredient based food supplement on sexual function in women with low sexual desire, 2019 Apr 30, BMC Womens Health.[14]
- Impact Of Vulvovaginal Atrophy Of Menopause In Spanish Women: Prevalence And Symptoms According To The EVES Study, 2019 Jun, Sex Med.[15]
- The burden of vulvovaginal atrophy on women's daily living: implications on quality of life from a face-to-face real-life survey, 2019 May, Menopause.[16]

PubMed 2018
- Vaginal Health: Insights, Views & Attitudes (VIVA-LATAM): results from a survey in Latin America, 2018 Aug, Climacteric.[17]
- Effects of Daily Intake of Calcium and Vitamin D-Enriched Milk in Healthy Postmenopausal Women: A Randomized, Controlled, Double-Blind Nutritional Study, 2018 May, J Womens Health (Larchmt)[18]
- The European Vulvovaginal Epidemiological Survey (EVES): prevalence, symptoms and impact of vulvovaginal atrophy of menopause, 2018 Jun, Climacteric.[19]
- Vaginal hyperlaxity syndrome: a new concept and challenge, 2018 May, Gynecol Endocrinol.[20]
- Is pH a vaginal health marker? Phemale Study, 2018 Apr, Minerva Ginecol.[21]

PubMed 2017
- Omega-3 versus isoflavones in the control of vasomotor symptoms in postmenopausal women, 2017 Dec, Gynecol Endocrinol.[22]
- Management of Aromatase Inhibitor-Associated Bone Loss (AIBL) in postmenopausal women with hormone sensitive breast cancer: Joint position statement of the IOF, CABS, ECTS, IEG, ESCEO IMS, and SIOG, 2017 Mar, J Bone Oncol[23]
- Laser therapy for the restoration of vaginal function, 2017 May, Maturitas.[24]
- Beneficial effects of a Coriolus versicolor-based vaginal gel on cervical epithelization, vaginal microbiota and vaginal health: a pilot study in asymptomatic women, 2017 Mar, BMC Womens Health.[25]
- Safety after extended repeated use of ulipristal acetate for uterine fibroids, 2017 Mar 7, PLoS One.[26]
- Systematic indirect comparison of ospemifene versus local estrogens for vulvar and vaginal atrophy, 2017 Jun, Climacteric.[27]
- Sexual health in Spanish postmenopausal women presenting at outpatient clinics, 2017 Apr, Climacteric.[28]
- Vulvar and vaginal atrophy as viewed by the Spanish REVIVE participants: symptoms, management and treatment perceptions, 2017 Feb, Climacteric.[29]
- New options for menopausal symptoms after 15 years of WHI Study, 2017 Apr, Minerva Ginecol.[30]

#### Español
- Esquemas y tests actualizados con respuesta razonada: Ginecología y Obstetricia, 1985, Editorial Tebar Flores.
- Menopausia aspectos médicos y sociales, 1989, Editado por Edika-med, S.A.
- Progestágenos y Menopausia, 1989, Editorial Mirpal, Madrid.
- Menopausia y calidad de vida, 1989, Editorial Mirpal, Madrid
- Cuida tu Menopausia, 1992, Editorial Mirpal, Madrid.
- Osteoporosis y Menopausia, 1993, Editorial Mirpal, Madrid.
- Hipertensión y Menopausia, 1994, Editorial Mirpal, Madrid.
- Protocolos terapéuticos en Menopausia, Tomo I y Tomo II. 1995. Editorial Mirpal, Madrid.
- Progestágenos en ginecología, 1995, Editorial Mirpal, Madrid.
- Libro de resúmenes I Simposium Internacional de Ginecología y Menopausia (SIGEM), 1996, editorial Mirpal, Madrid, Pág. 24-25.
- Receptores esteroideos y mecanismo de acción hormonal, 1996, Editorial Mirpal, Madrid, Pág. 177-188.
- La Mama en la Menopausia, 1998, Editorial GEMMA. 135-147.
- “Casos clínicos sobre anemia ferropénica”, 1998, Editorial Permanyer.
- ¿Menopausia? 100 Preguntas más frecuentes, 1999, Editores Médicos S.A. (EDIMSA)
- Avances en Endocrinología ginecológica y Menopausia, Cerebro y Mujer, 1999, Editorial International Health Consulting, Madrid.
- Mujer: diferente desde el principio, 1999, Editorial Plaza Janés.
- “Cerebro y mujer”, avances en Ginecología endocrinológica y menopausia, 1999, Health & Research Consulting.
- Guía de actuación con Raloxifeno, 2001, Edita Health & Health Consulting. Madrid.
- Fitoestrógenos, 2001, Editorial Harcourt. (El Sevier Science)
- Cuadernos multidisciplinares de hipertensión arterial, 2001, Editorial Astraceneca.

#### Inglés
- Menopause, present and future, 1994, Editorial Mirpal, Madrid, Pág. 27-35.
- Perspectives in Gynaecology and Obstetrics, 1999, Editorial Parthenon Publishing, United Kindom.
- Références, En Gynécologie Obstétrique, Springer, Vol.8-n.º 5- October 2001.

### Como autor colaborador

#### Español
- Libro Homenaje al Profesor J.M. Palacios Mateos Madrid, 1983. Editado por el Hospital Provincial de Madrid.
- Menopausia: Aspectos Médicos y Sociales, 1989, Editorial Edika-Med, S.A., Pág. 49-56.
- Cefoncid en la Década de los Noventa, Editado por SK&F, S.A. Págs. 167-174.
- Infecciones en Ginecología y Obstetricia, 1994, Ediciones Antares, Barcelona.
- Criterios de Administración de la Terapia Hormonal Sustitutiva en la Menopausia. (Conferencia de Consenso), 1994.
- Cuadernos de Medicina Reproductiva, 1995, Editorial Médica Panamericana, Pág. 339.356.
- Climaterio y Menopausia. Respuestas Actuales, 1995, Editorial Libro del Año, S.L. Grupo Arán, 145-158.
- Actuación en Urgencias de Atención Primaria, 1995, Pág. 489-504.
- Menopausia y Andropausia en la Evaluación de la Sexualidad y las Entradas Sexuales, 1997, Editorial Díaz de Santos, Madrid.
- Guía de la Menopausia, la necesidad de cuidarse, 1998, Editorial Pirámide.
- Moduladores selectivos de los receptores de estrógenos (SERM) Aspectos básicos y clínicos, 1999, Ediciones Doyma, S.A., Pág. 127-142.
- La mama en la Menopausia, 1999, Editorial International Health Consulting, S.L: , Pág. 135-146.
- Actualizaciones en Ginecología: Menopausia, 2000, Editorial Drug Farma, Pág. 111-126.
- Tratado de Endocrinología básica y clínica, 2000, Editorial Síntesis.
- Preguntas y Respuestas sobre el Climaterio. Asociación Española para el Estudio de la Menopausia, 2000, Editado por Organón España S.A.
- Depresión en la mujer, 2001, elaborado por Pfizer. Págs. 28-44.
- Perimenopausia. El Climaterio desde su inicio, 2001, Editor Rafael Sánchez Borrego. Págs. 123-144.
- Moduladores selectivos de los receptores de estrógenos (SERM) 2.ª Edición, “SERM y útero” Capítulo 11, S. Palacios, C. Menéndez Ceño, S. Von Helde. España 2003. Pag. 193-203.
- Manual de Fitoterapia en la Mujer, Coordinadora Magda Durán Jordá. Grupo de Trabajo de Fitoterapia de la AEEM. Ediciones Mayo. Prólogo, S. Palacios. Barcelona 2004. Pag. 9-10.
- Osteoporosis y Menopausia. 2.ª Edición. Camil Castelo-Branco Flores y Francisco Javier Haya Palazuelos. Editorial Médica Panamericana. Enero de 2009. Capítulo7: Meopausia y osteoporosis. Papel de los esteroides sexuales en el tejido conectivo y en el metabolismo óseo”.
- La menopáusica al inicio del siglo XXI. Mª Jesús Cornellana Puigarnau. Editorial Glosa, SL. 2009. Capítulo 2: “Actualidad y futuro de la menopáusica”. Pág. 17

#### Inglés
- Recent Developments in Fertility and Sterility Series, 1989, The Parthenon Publishing Group, United Kindom, Pág. 45-48.
- Recent developments in Gynecology and Obstetrics, 1996, The Parthenon Publishing Group Ltd., United Kindom, Pág. 437-439.
- Menopause, European Consensus Development Conference, 1996, Editions Eska, Switzerland, Pág. 237-242.
- Progress in the Management of the menopause. 1996, Edited by Barry G. Wren. Section 16. Págs. 457-462.
- Menopausia y Cerebro. Aspectos psicosexuales y neurohormonales de la mujer climatérica, 1997, Editorial Trillas, México, Pág. 134-150.
- Current knowledge in reproductive medicine. Tibolone: effects on the breast, 2000, Editorial Elsevier, Brazil, Pág. 359-373.
- Hormone replacement therapy and the skin, 2001, The Parthenon Publishing group. Págs. 145-154.
- The Management of the Menopause (third edition) edited John Studd, editorial Parthenon Publishing. Nutrition and the menopause, S. Palacios and C. Rueda. London, UK, 2003. Pág. 253-260.
- Climateric Medicine, - Where do we go? Edited by Hermann P.G. Schneider and Frederick Naftolin, International Menopause Society. Impact on current clinical practice in Spain. Editorial Taylor & Francis Group. United Kingdom in 2005. Pag. 101-103.
- Current Management of the Menopause. Edited by Christian Lauritzen, John Studd. Editorial Taylor & Francis Group. United Kingdom in 2005.

Section 2: Patient’s Perspective “The awareness of the menopausal woman concerning the menopausal transition” S Palacios Pag. 43- 49.
- Health Plan for the Adult Woman. Editors Martin H. Biekhäuser, David H. Barlow, Morris Notelovitz, Margaret V. Rees. Editorial Taylor & Francis Group. United Kingdom in 2005.
- Selective Estrogen Receptor Modulators. New brand of Multitarget Drugs. A.Cano, J. Calaf i Alsina, J.L. Dueñas-Díez Eds. Springer. 2006. “Endometrial Effects of SERMs”. Pág 271-285.
- Management of the Menopause. 5th edition. Margaret Rees, John Stevenson, Sally Hope, Serge Rozenberg and Santiago Palacios. 2009 Royal Society Press Ltd and British Menopause Society Publications Ltd.

### Como director
- Esquemas y tests actualizados con respuesta razonada: Dermatología, Oftalmología y Otorrinolaringología, 1986, Editorial Tebar Flores.
- Menopausia en atención primaria, Fundación Europea Mujer y Salud. Editado por Synthélabo Pharma, S.A.
- Psiquiatría para MIR con preguntas y respuestas razonadas: Psiquiatría, 1988, Editorial Tebar Flores.
- Temas y tests actualizados: Aparato digestivo, 1989, Editorial Mirpal.
- Osteoporosis y Menopausia, 1994, Editorial Mirpal. Madrid.
- Libro de Resúmenes del I Simposium Internacional de Ginecología y Menopausia (SIGEM). Madrid 25 y 26 de enero de 1996
- La quinta libertad. Guía de métodos anticonceptivos. Colección mujer y salud, 1998, Ediciones Pirámide.

## Libros de divulgación

### Como autor y/o coordinador
- Menopausia y calidad de vida, Editorial Mirpal, 1989. Madrid.
- Costumbres y supersticiones: El síndrome premenstrual, Editorial Pirámide 1998.
- Mujer: diferente desde el principio, 1999, Editorial Plaza & Janés Editores.
- Cuerpo de mujer. Guía completa de la salud femenina, 1999, Ediciones Temas de Hoy S.A.
- Guía sobre Disfunción Sexual Femenina. Guía Clínica de la AEEM. Edición diciembre de 2006. Coautor. Capítulos: “Trastornos del Deseo Sexual”: Dra. Rosario Castaño, Dra. Carmen López-Sosa y Dr. Santiago Palacios. “Tratamiento de la Disfunción Sexual Femenina”: Dr. Santiago Palacios y Dra. Rosario Castaño.
- Guía de Calidad de Vida en la Menopausia. Guía Clínica de la AEEM. Coautor. Título capítulo: “La Escala Cervantes”. Noviembre de 2007.
- Isoflavonas en la consulta de Ginecología. Volumen I. Título Capítulo 1 (introducción): “Historia y situación actual de los tratamientos en la menopausia”. Octubre de 2007. Avalado por AEEM – SEGO – Editado por Doctoractive.
- Comprender la Osteoporosis. Dr. Santiago Palacios, Dra. Karla Hernández. Colección “El médico en casa”, Editorial Amat S.L. Barcelona, 2009.
- Comprender la Sexualidad Femenina. Dra. Rosario Castaño, Dr. Santiago Palacios. Colección “El Médico en Casa”, Editorial Amat S.L. Barcelona, 2009.

### Como director
- Los kilos de la amargura: Problemas de sobrepeso, 1998, Ediciones Pirámide, Madrid.
- El insomnio: Un problema con solución, 1998, Ediciones Pirámide, Madrid.
- Angustia y ansiedad: Causas, síntomas y tratamiento, 1999, Ediciones Pirámide, Madrid.
- El sida y la mujer: Aspectos clínicos y sociales, 1999, Ediciones Pirámide, Madrid.

## Reconocimiento profesional
Actualmente es Director del Centro Médico Instituto Palacios de Salud y Medicina de la Mujer. Presidente de la Fundación Española Mujer y Salud (FEMYS) y Past President y Presidente Honorífico de la Asociación Española para el Estudio de la Menopausia (AEEM). Es también Chairman del Council of Affiliated Menopause Societies (CAMS) y Presidente de la Sociedad Iberoamericana de Osteología y Metabolismo Óseo Mineral (SIBOMM).